# Cemento

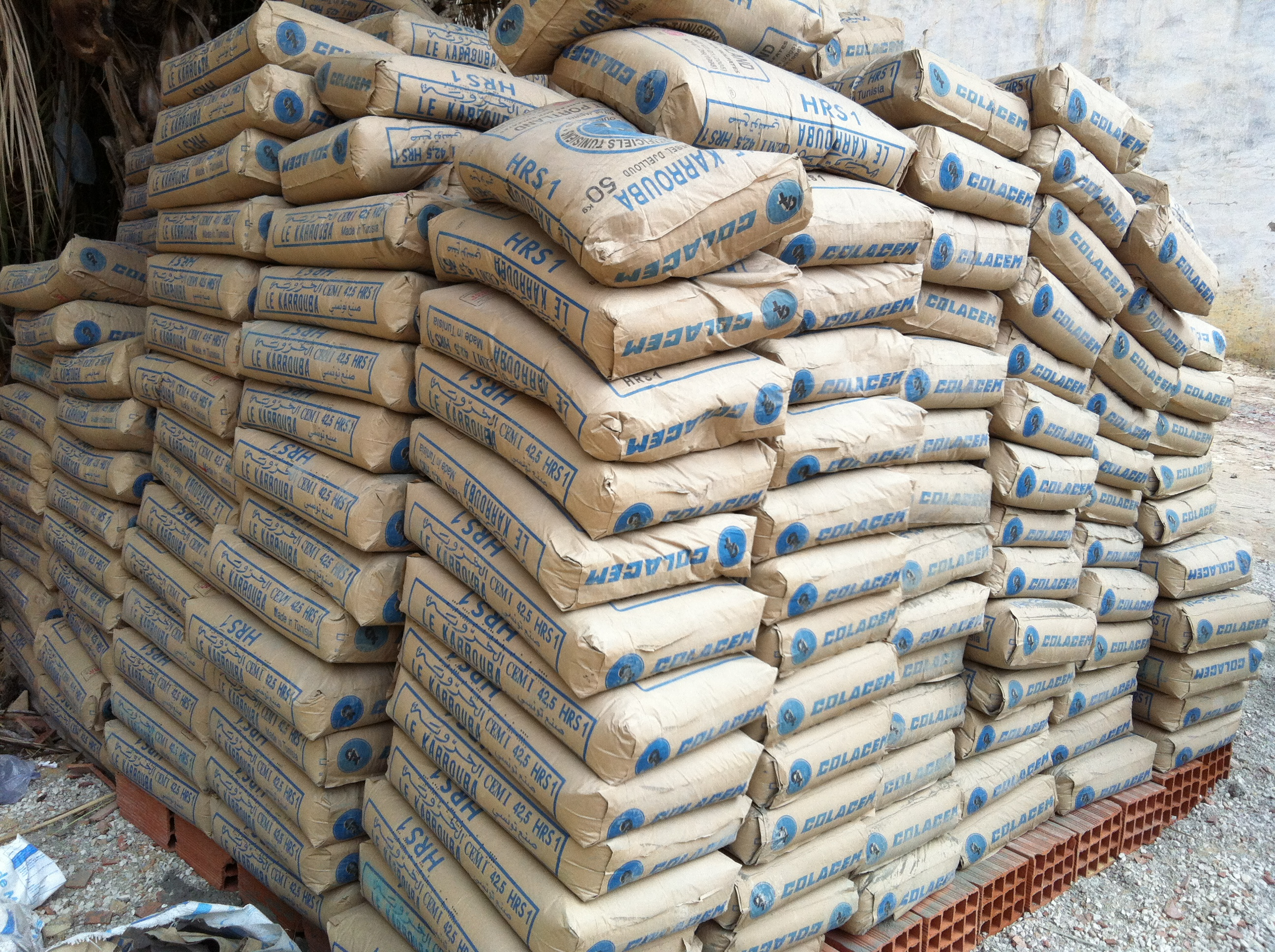
Pila de sacos de cemento en Túnez.

El cemento o cimento es un conglomerante formado a partir de una mezcla de caliza y arcilla calcinadas y posteriormente molidas, que tiene la propiedad de endurecerse después de ponerse en contacto con el agua. El producto resultante de la molienda de estas rocas es llamado clinker y se convierte en cemento cuando se le agrega una pequeña cantidad de yeso para evitar la contracción de la mezcla al fraguar cuando se le añade agua y endurecerse posteriormente. Mezclado con agregados pétreos (grava y arena) y agua, crea una mezcla uniforme, maleable y plástica que fragua y se endurece, adquiriendo consistencia pétrea, denominada concreto u hormigón. Su uso está muy generalizado en la construcción y la ingeniería civil.
Cada año se producen más de 4.000 millones de toneladas de cemento, lo que representa alrededor del 8% de las emisiones mundiales de CO2. Esto convierte a la industria del cemento en una de las mayores contribuyentes al cambio climático, ocupando el tercer lugar por debajo de la producción de energía y el transporte.
El cemento suele venderse en sacos o bolsas, los cuales, dependiendo de las normas de cada país, tienen un peso y volumen específicos. Por lo general, un saco de cemento tiene un peso de 42,5 kg y un volumen de 1 pie cúbico. Es por ello también que, en construcción, se suele utilizar «saco» o «bolsa» como unidad de volumen de cemento.

## Historia
Desde la antigüedad se emplearon pastas y morteros elaborados con arcilla o greda, yeso y cal para unir mampuestos en las edificaciones. El cemento se empezó a utilizar en la Antigua Grecia utilizando tobas volcánicas extraídas de la isla de Santorini, los primeros cementos naturales.
En el siglo I a. C. se empezó a utilizar en la Antigua Roma, un cemento natural, que ha resistido la inmersión en agua marina por milenios, mientras los cementos Portland no duran más de 60 años en esas condiciones; formaban parte de su composición cenizas volcánicas obtenidas en Pozzuoli, cerca del Vesubio. La bóveda del Panteón es un ejemplo de ello.
En el siglo XVIII John Smeaton construye la cimentación de un faro en el acantilado de Eddystone, en la costa de Cornualles, empleando un mortero de cal calcinada. En el siglo XIX, Joseph Aspdin y James Parker patentaron en 1824 el cemento Portland, denominado así por su color gris verdoso oscuro similar a la piedra de Portland. Isaac Johnson, en 1845, obtiene el prototipo del cemento moderno, con una mezcla de caliza y arcilla calcinada a alta temperatura. Durante el siglo XX surge el auge y generalización de la industria del cemento, debido a los experimentos de los químicos franceses Vicat y Le Chatelier y el alemán Michaélis, que logran cemento de calidad homogénea; la invención del horno rotatorio para calcinación y el molino tubular y los métodos de transportar hormigón fresco fueron ideados por Juergen Heinrich Magens, que los patenta entre 1903 y 1907.

## Tipos

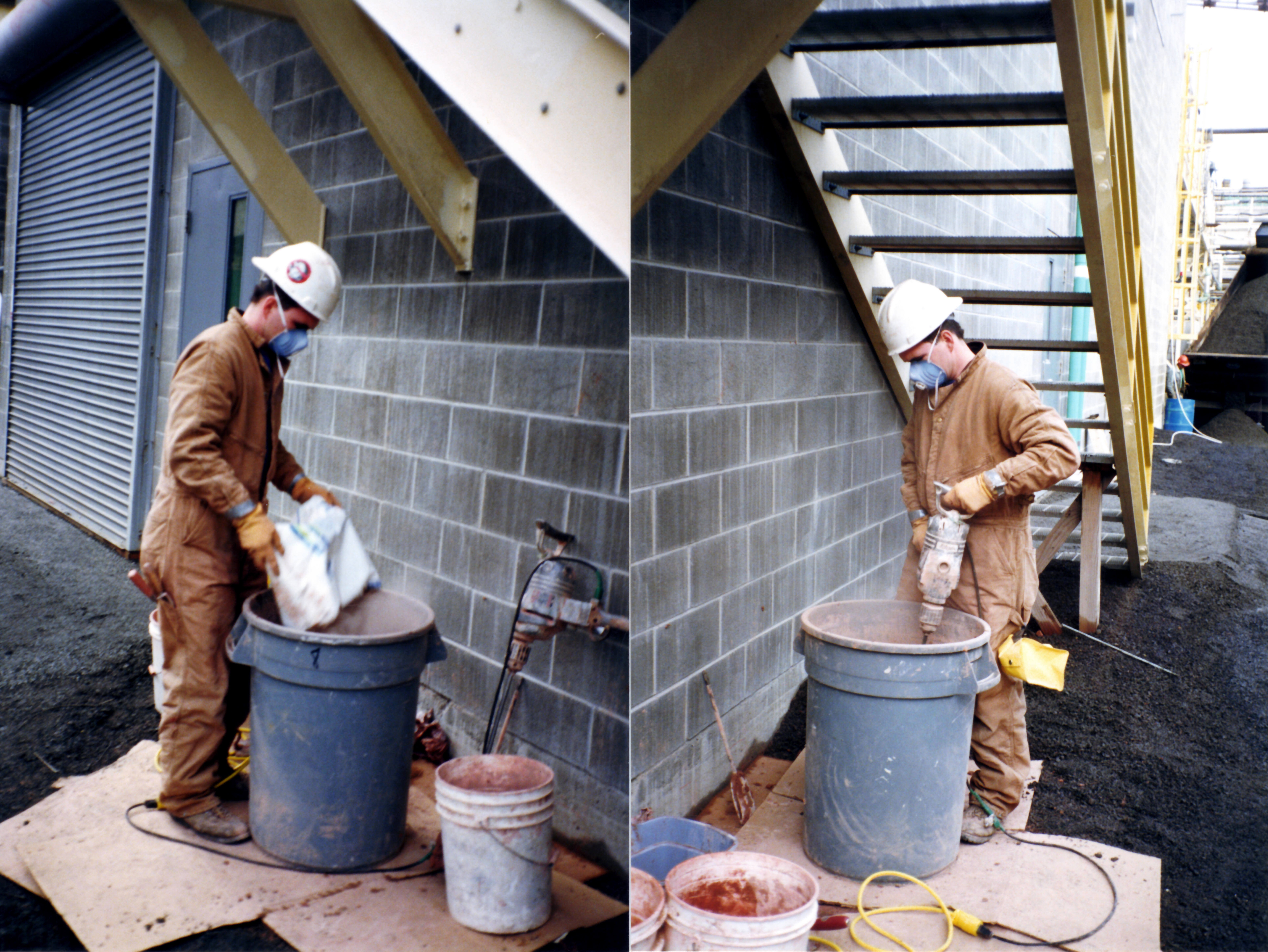
Cemento siendo mezclado.

Se pueden establecer dos tipos básicos de cemento:
1. de origen arcilloso: obtenidos a partir de arcilla y piedra caliza en proporción 1 a 4 aproximadamente.
2. de origen puzolánico: la puzolana del cemento puede ser de origen orgánico o volcánico.

Desde el punto de vista químico se trata en general de una mezcla de silicatos y aluminatos de calcio, obtenidos a través del cocido de calcáreo, arcilla y arena. El material obtenido, molido muy finamente, una vez que se mezcla con agua se hidrata y solidifica progresivamente. Puesto que la composición química de los cementos es compleja, se utilizan terminologías específicas para definir las composiciones.

### Cemento portland
Es el tipo de cemento más utilizado como aglomerante para la preparación del hormigón, producto que se obtiene por la pulverización del clinker portland con la adición de una o más formas de yeso (sulfato de calcio). Se admite la adición de otros productos siempre que su inclusión no afecte las propiedades del cemento resultante. Todos los productos adicionales deben ser pulverizados conjuntamente con el clinker. Cuando el cemento portland es mezclado con el agua, se obtiene un producto de características plásticas con propiedades adherentes que se solidifica en algunas horas y se endurece progresivamente durante un período de varias semanas hasta adquirir su resistencia característica. El proceso de solidificación se debe a un proceso químico llamado hidratación mineral.
Con el agregado de materiales particulares al cemento (calcáreo o cal) se obtiene el cemento plástico, que fragua más rápidamente y es más fácilmente trabajable. Este material es usado en particular para el revestimiento externo de edificios.
Normativa
La calidad del cemento portland deberá estar de acuerdo con la norma ASTM C 150. En Europa debe estar de acuerdo con la norma EN 197-1.
En España los cementos vienen regulados por la Instrucción para recepción de cementos RC-08, aprobada por el Real Decreto 956/2008 de 6 de junio.

#### Cementos portland especiales
Los cementos portland especiales son los cementos que se obtienen de la misma forma que el portland, pero que tienen características diferentes a causa de variaciones en el porcentaje de los componentes que lo forman.

##### Portland férrico

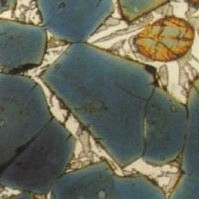
Imagen al microscopio del cemento portland férrico.

El portland férrico  está caracterizado por un módulo de fundentes de 0,64. Esto significa que este cemento es muy rico en hierro. En efecto se obtiene introduciendo cenizas de pirita o minerales de hierro en polvo. Este tipo de composición comporta por lo tanto, además de una mayor presencia de Fe2O3(óxido férrico), una menor presencia de 3CaOAl2O3 cuya hidratación es la que desarrolla más calor. Por este motivo estos cementos son particularmente apropiados para ser utilizados en climas cálidos. Los mejores cementos férricos son los que tienen un módulo calcáreo bajo, en efecto estos contienen una menor cantidad de 3CaOSiO2, cuya hidratación produce la mayor cantidad de cal libre (Ca(OH)2). Puesto que la cal libre es el componente mayormente atacable por las aguas agresivas, estos cementos, conteniendo una menor cantidad, son más resistentes a las aguas agresivas que el plástico.

##### Cementos blancos
Contrariamente a los férricos, los cementos blancos tienen un módulo de fundentes muy alto, aproximadamente 10. Estos contienen por lo tanto un porcentaje bajísimo de Fe2O3. El color blanco es debido a la falta del hierro que le da una tonalidad grisácea al Portland normal y un gris más oscuro al cemento férrico. La reducción del Fe2O3 es compensada con el agregado de fluorita (CaF2) y de criolita (Na3AlF6), necesarios en la fase de fabricación en el horno para bajar la calidad del tipo de cemento que hoy en día hay 4: que son tipo I 52,5, tipo II 52,5, tipo II 42,5 y tipo II 32,5; También llamado pavi) se le suele añadir una cantidad extra de caliza que se le llama clinkerita para rebajar el tipo, ya que normalmente el clinker molido con yeso sería tipo I.

### Cementos de mezclas
Los cementos de mezclas se obtienen agregando al cemento Portland normal otros componentes como la puzolana. El agregado de estos componentes le da a estos cementos nuevas características que lo diferencian del Portland normal.

#### Cemento puzolánico
Se denomina puzolana a una fina ceniza volcánica que se extiende principalmente en la región del Lazio y la Campania, su nombre deriva de la localidad de Pozzuoli, en las proximidades de Nápoles, en las faldas del Vesubio. Posteriormente se ha generalizado a las cenizas volcánicas en otros lugares. Ya Vitruvio describía cuatro tipos de puzolana: negra, blanca, gris y roja.
Mezclada con cal (en la relación de 2 a 1) se comporta como el cemento puzolánico, y permite la preparación de una buena mezcla en grado de fraguar incluso bajo agua;
Esta propiedad permite el empleo innovador del hormigón, como ya habían entendido los romanos: El antiguo puerto de Cosa fue construido con puzolana mezclada con cal apenas antes de su uso y colada bajo agua, probablemente utilizando un tubo, para depositarla en el fondo sin que se diluya en el agua de mar. Los tres muelles son visibles todavía, con la parte sumergida en buenas condiciones después de 2100 años.
La puzolana es una piedra de naturaleza ácida, muy reactiva, al ser muy porosa y puede obtenerse a bajo precio. Un cemento puzolánico contiene aproximadamente:
- 55-70 % de clinker Portland
- 30-45 % de puzolana
- 2-4 % de yeso

Puesto que la puzolana se combina con la cal (Ca(OH)2), se tendrá una menor cantidad de esta última. Pero justamente porque la cal es el componente que es atacado por las aguas agresivas, el cemento puzolánico será más resistente al ataque de estas. Por otro lado, como el 3CaOAl2O3 está presente solamente en el componente constituido por el clinker Portland, la colada de cemento puzolánico desarrollará un menor calor de reacción durante el fraguado. Este cemento es por lo tanto adecuado para ser usado en climas particularmente calurosos o para coladas de grandes dimensiones.
Se usa principalmente en elementos en las que se necesita alta impermeabilidad y durabilidad.

#### Cemento siderúrgico
La puzolana ha sido sustituida en muchos casos por la ceniza de carbón proveniente de las centrales termoeléctricas, escoria de fundiciones o residuos obtenidos calentando el cuarzo. Estos componentes son introducidos entre el 35 hasta el 80 %. El porcentaje de estos materiales puede ser particularmente elevado, siendo que se origina a partir de silicatos, es un material potencialmente hidráulico. Ésta debe sin embargo ser activada en un ambiente alcalino, es decir en presencia de iones OH-. Es por este motivo que debe estar presente por lo menos un 20 % de cemento Portland normal. Por los mismos motivos que el cemento puzolánico, el cemento siderúrgico tiene mala resistencia a las aguas agresivas y desarrolla más calor durante el fraguado. Otra característica de estos cementos es su elevada alcalinidad natural, que lo rinde particularmente resistente a la corrosión atmosférica causada por los sulfatos.
Tiene alta resistencia química, de ácidos y sulfatos, y una alta temperatura al fraguar.

### Cemento de fraguado rápido
El cemento de fraguado rápido, también conocido como "cemento romano ó prompt natural", se caracteriza por iniciar el fraguado a los pocos minutos de su preparación con agua. Se produce en forma similar al cemento Portland, pero con el horno a una temperatura menor (1.000 a 1.200 °C). Es apropiado para trabajos menores, de fijaciones y reparaciones, no es apropiado para grandes obras porque no se dispondría del tiempo para efectuar una buena aplicación.
Aunque se puede iniciar el fraguado controlado mediante retardantes naturales (E-330) como el ácido cítrico, pero aun así si inicia el fraguado aproximadamente a los 15 minutos (a 20 °C).
La ventaja es que al pasar aproximadamente 180 minutos de iniciado del fraguado, se consigue una resistencia muy alta a la compresión (entre 8 a 10 MPa), por lo que se obtiene gran prestación para trabajos de intervención rápida y definitivos.
Hay cementos rápidos que pasados 10 años, obtienen una resistencia a la compresión superior a la de algunos hormigones armados (mayor a 60 MPa).

### Cemento aluminoso
El cemento aluminoso se produce principalmente a partir de la bauxita con impurezas de óxido de hierro (Fe2O3), óxido de titanio (TiO2) y óxido de silicio (SiO2). Adicionalmente se agrega óxido de calcio o bien carbonato de calcio. El cemento aluminoso también recibe el nombre de «cemento fundido», pues la temperatura del horno alcanza hasta los 1600 °C, con lo que se alcanza la fusión de los componentes. El cemento fundido es colado en moldes para formar lingotes que serán enfriados y finalmente molidos para obtener el producto final.
El cemento aluminoso tiene la siguiente composición de óxidos:
- 35-40 % óxido de calcio
- 40-50 % óxido de aluminio
- 5 % óxido de silicio
- 5-10 % óxido de hierro
- 1 % óxido de titanio

Su composición completa es:
- 60-70 % CaOAl2O3
- 10-15 % 2CaOSiO2
- 4CaOAl2O3Fe2O3
- 2CaOAl2O3SiO2

Por lo que se refiere al óxido de silicio, su presencia como impureza tiene que ser menor al 6 %, porque el componente al que da origen, es decir el (2CaOAl2O3SiO2) tiene pocas propiedades hidrófilas (poca absorción de agua).

#### Reacciones de hidratación
CaOAl2O3+10H2O → CaOAl2O310H2O (cristales hexagonales)

2(CaOAl2O3)+11H2O → 2CaOAl2O38H2O + Al(OH)3 (cristales + gel)

2(2CaOSiO2)+ (x+1)H2O → 3CaO2SiO2xH2O + Ca(0H)2 (cristales + gel)
Mientras el cemento portland es un cemento de naturaleza básica, gracias a la presencia de cal Ca(OH)2, el cemento aluminoso es de naturaleza sustancialmente neutra. La presencia del hidróxido de aluminio Al(OH)3, que en este caso se comporta como ácido, provocando la neutralización de los dos componentes y dando como resultado un cemento neutro.
El cemento aluminoso debe utilizarse en climas fríos, con temperaturas inferiores a los 30 °C. En efecto, si la temperatura fuera superior, la segunda reacción de hidratación cambiaría y se tendría la formación de 3CaOAl2O36H2O (cristales cúbicos) y una mayor producción de Al(OH)3, lo que llevaría a un aumento del volumen y podría causar fisuras.

### Propiedades generales del cemento
- Buena resistencia al ataque químico.
- Resistencia a temperaturas elevadas. Refractario.
- Resistencia inicial elevada que disminuye con el tiempo.
- Se ha de evitar el uso de armaduras. Con el tiempo aumenta la porosidad.
- Uso apropiado para bajas temperaturas por ser muy exotérmico.

Está prohibido el uso de cemento aluminoso en hormigón pretensado.
La vida útil de las estructuras de hormigón armado es más corta.
El fenómeno de conversión (aumento de la porosidad y caída de la resistencia) puede tardar en aparecer en condiciones de temperatura y humedad baja.
El proyectista debe considerar como valor de cálculo no la resistencia máxima sino el valor residual, después de la conversión, y este no será mayor de 40 N/mm².
Se recomienda relaciones A/C ≤ 0,4, alta cantidad de cemento y aumentar los recubrimientos (debido al pH más bajo).

### Propiedades físicas del cemento de aluminato de calcio
- Fraguado: Normal 2-3 horas. Similar al del cemento Portland.
- Endurecimiento: muy rápido. En 6-7 horas tiene el 80 % de la resistencia.
- Estabilidad de volumen: No expansivo.
- Calor de hidratación: muy exotérmico.Desprende rápidamente una gran cantidad de calor.
- Muy resistente a sulfatos y muy buena durabilidad y resistente a compuestos ácidos
- Buenas propiedades refractarias, aguanta 1500-1600 °C manteniendo resistencias y propiedades físicas.
- Expuesto a condiciones de alta temperatura y alta humedad (Por ejemplo una zona costera) sufre una alteración en su composición química:

```
                  
3CAH
10
=>C
3
AH
6
+2AH
3
+18H
```

Pierde 18 moléculas de agua y deja poros al evaporarse, en consecuencia pierde toda resistencia 
(Pasa de un cristal hexagonal a uno cúbico)
- El curado ha de ser muy cuidado (dura un día)

### Aplicaciones
El cemento de aluminato de calcio resulta muy adecuado para:
- Hormigón sólido

- Reparaciones rápidas de urgencia.
- Basamentos y bancadas de carácter temporal.

Cuando su uso sea justificable, se puede utilizar en:
- Obras y elementos prefabricados, de hormigón en masa u hormigón no estructural.
- Determinados casos de cimentaciones de hormigón en masa.
- Hormigón proyectado.

No resulta nada indicado para:
- Hormigón armado estructural.
- Hormigón en masa o armado de grandes volúmenes.(muy exotérmico)

Es prohibido para:
- Hormigón pretensado en todos los casos.

### Usos comunes del cemento de aluminato de calcio
- Alcantarillados.
- Zonas de vertidos industriales.
- Depuradoras.
- Terrenos sulfatados.
- Ambientes marinos.
- Como mortero de unión en construcciones refractarias.
- Carreteras.

## Proceso de fabricación

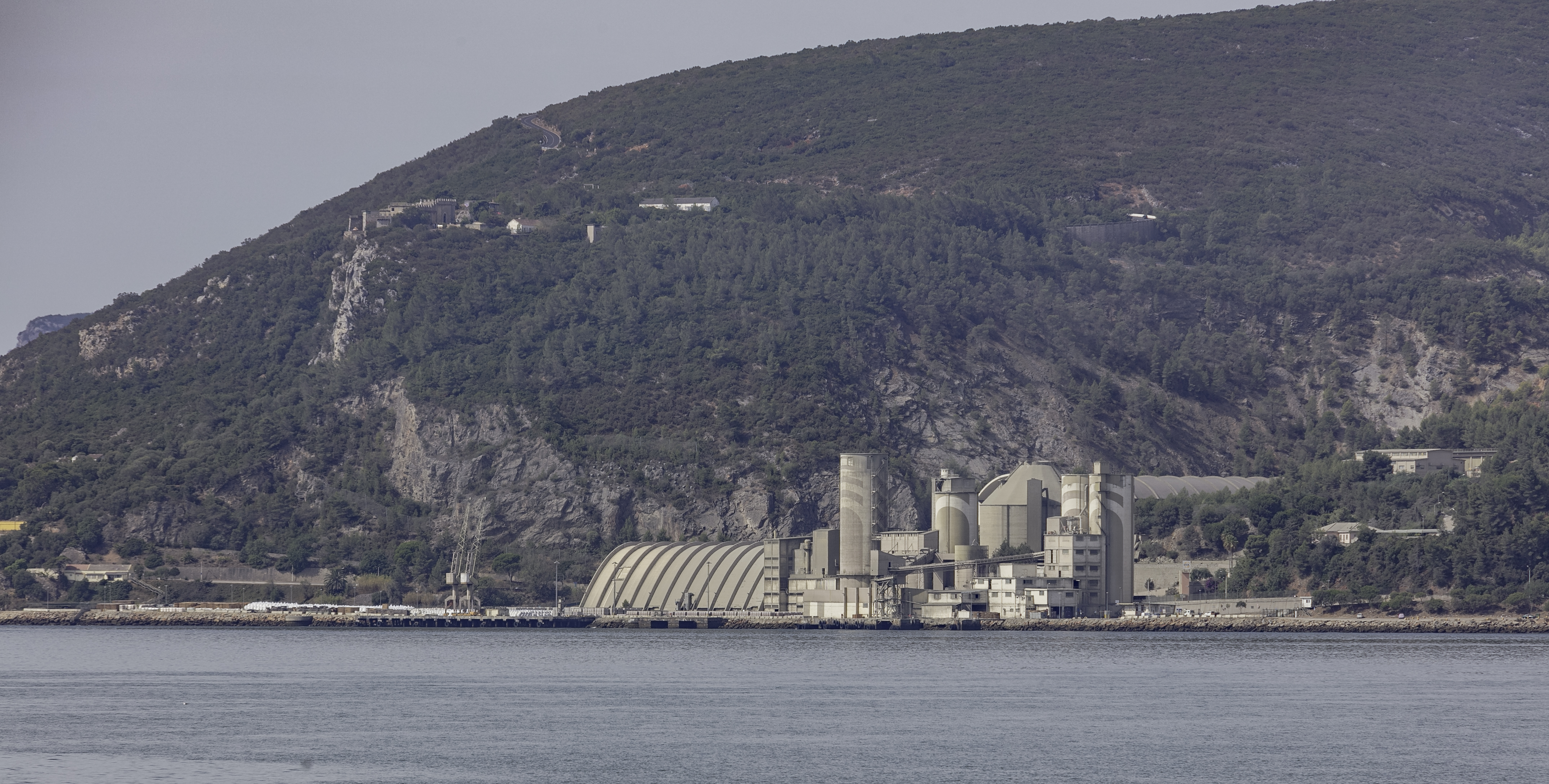
Cementera de Secil, Outão, Portugal.

El proceso de fabricación del cemento comprende cuatro etapas principales:
1. Extracción y molienda de la materia prima
2. Homogeneización de la materia prima
3. Producción del clínker
4. Molienda de cemento

La materia prima para la elaboración del cemento (caliza, arcilla, arena, mineral de hierro y yeso) se extrae de canteras o minas y, dependiendo de la dureza y ubicación del material, se aplican ciertos sistemas de explotación y equipos. Una vez extraída la materia prima es reducida a tamaños que puedan ser procesados por los molinos de crudo.
La etapa de homogeneización puede ser por vía húmeda o por vía seca, dependiendo de si se usan corrientes de aire o agua para mezclar los materiales. En el proceso húmedo la mezcla de materia prima es bombeada a balsas de homogeneización y de allí hasta los hornos en donde se produce el clínker a temperaturas superiores a los 1500 °C. En el proceso seco, la materia prima es homogeneizada en patios de materia prima con el uso de maquinarias especiales. En este proceso el control químico es más eficiente y el consumo de energía es menor, ya que al no tener que eliminar el agua añadida con el objeto de mezclar los materiales, los hornos son más cortos y el clínker requiere menos tiempo sometido a las altas temperaturas.
El clínker obtenido, independientemente del proceso utilizado en la etapa de homogeneización, es luego molido con pequeñas cantidades de yeso para finalmente obtener cemento.
Reacción de las partículas de cemento con el agua
1. Periodo inicial: las partículas con el agua se encuentran en estado de disolución, existiendo una intensa reacción exotérmica inicial. Dura aproximadamente diez minutos.
2. Periodo durmiente: en las partículas se produce una película gelatinosa, la cual inhibe la hidratación del material durante una hora aproximadamente.
3. Inicio de rigidez: al continuar la hidratación de las partículas de cemento, la película gelatinosa comienza a crecer, generando puntos de contacto entre las partículas, las cuales en conjunto inmovilizan la masa de cemento. También se le llama fraguado. Por lo tanto, el fraguado sería el aumento de la viscosidad de una mezcla de cemento con agua.
4. Ganancia de resistencia: al continuar la hidratación de las partículas de cemento, y en presencia de cristales de CaOH2, la película gelatinosa (la cual está saturada en este punto) desarrolla unos filamentos tubulares llamados «agujas fusiformes», que al aumentar en número generan una trama que aumenta la resistencia mecánica entre los granos de cemento ya hidratados.
5. Fraguado y endurecimiento: el principio de fraguado es el tiempo de una pasta de cemento de difícil moldeado y de alta viscosidad. Luego la pasta se endurece y se transforma en un sólido resistente que no puede ser deformado. El tiempo en el que alcanza este estado se llama «final de fraguado».

Almacenamiento
Si es cemento en sacos, deberá almacenarse sobre parrillas de madera o piso de tablas; no se apilará en hileras superpuestas de más de 14 sacos de altura para almacenamiento de 30 días, ni de más de 7 sacos de altura para almacenamientos hasta de 2 meses. Para evitar que el cemento envejezca indebidamente, después de llegar al área de las obras, el contratista deberá utilizarlo en la misma secuencia cronológica de su llegada. No se utilizará bolsa alguna de cemento que tenga más de dos meses de almacenamiento en el área de las obras, salvo que nuevos ensayos demuestren que está en condiciones satisfactorias.

## Impacto ambiental de la industria del cemento
La fabricación de cemento provoca impactos medioambientales en todas las fases del proceso. Entre ellos se incluyen las emisiones de contaminación atmosférica en forma de polvo, gases, ruido y vibraciones durante el funcionamiento de la maquinaria y las voladuras en las canteras, así como los daños causados al paisaje por la explotación de las canteras. 

## Problemas de seguridad
Las bolsas de cemento habitualmente tienen impresas advertencias de salud y seguridad porque no sólo el cemento es altamente alcalino , sino que el proceso de fraguado es exotérmico . Como resultado, el cemento húmedo es fuertemente cáustico (pH = 13,5) y puede causar fácilmente quemaduras graves en la piel si no se lava rápidamente con agua. Del mismo modo, el polvo de cemento seco en contacto con las membranas mucosas puede provocar irritación ocular o respiratoria grave. Algunos oligoelementos, como el cromo, procedentes de impurezas presentes de forma natural en las materias primas utilizadas para producir el cemento, pueden provocar dermatitis alérgica . Agentes reductores como el sulfato ferroso (FeSO 4 ) a menudo se agregan al cemento para convertir el cromato hexavalente cancerígeno (CrO 4 2− ) en cromo trivalente (Cr 3+ ), una especie química menos tóxica. Los usuarios de cemento también deben usar guantes y ropa protectora adecuados.

## Fraguado, endurecimiento y curado
El cemento comienza a fraguar cuando se mezcla con agua, lo que provoca una serie de reacciones químicas de hidratación. Los constituyentes se hidratan lentamente y los hidratos minerales se solidifican y endurecen.
El entrelazamiento de los hidratos le da al cemento su fuerza. Contrariamente a la creencia popular, el cemento hidráulico no fragua por secado; un curado adecuado requiere mantener el contenido de humedad adecuado necesario para las reacciones de hidratación durante los procesos de fraguado y endurecimiento. 
Si los cementos hidráulicos se secan durante la fase de curado, el producto resultante puede estar insuficientemente hidratado y debilitarse significativamente. Se recomienda una temperatura mínima de 5 °C y no superior a 30 °C.  El hormigón a una edad temprana debe protegerse contra la evaporación del agua debido a la insolación directa, la temperatura elevada, la baja humedad relativa y el viento.